# 皮奥·马麦
皮奥·马麦（法語：Pio Marmaï，1984年7月13日—）是一名法国男演员。 从2008年起他已在超过20部电影中露脸。

## 个人生活
皮奥·马麦出生在一个艺术家庭中，他的母亲， 法国阿尔萨斯斯特拉斯堡歌剧院的前服装设计师；他的父亲，一个意大利的移民、布景设计师。